# 阿维达戈什
阿维达戈什是葡萄牙布拉干萨区的一个堂区。总面积17.12平方公里，总人口325人，人口密度19人/平方公里。